# ژنرال آرمسترانگ
ژنرال آرمسترانگ (به انگلیسی: General Armstrong) یک کشتی است.